# Säter
Säter es una localidad sueca (tätort), sede del municipio homónimo, en la provincia de Dalarna y la región de Svealand. Tenía una población de 4812 habitantes en 2023, en un área de 5,11 km². Säter es, a pesar de su pequeña población, por razones históricas normalmente  conocida como ciudad (stad). Sin embargo, la Oficina Central de Estadísticas de Suecia solo cuenta las localidades con más de 10,000 habitantes como ciudades.

## Demografía
| Gráfica de evolución demográfica de Säter entre 1960 y 2015 |
|                                                             |
| Oficina Central de Estadísticas de Suecia                   |